# American Life (album)
American Life is Madonna's album uit 2003, commercieel gezien haar minst succesvolle, maar volgens critici wel haar meest avontuurlijke album.
Op het album experimenteert Madonna met techno en r&b (rap). Op het album bekritiseert ze de Irakoorlog ('American Life') en Hollywood ('Hollywood') en zingt ze over haar moeder ('Mother and Father') en haar zoon Rocco ('Intervention'). Ook bevat het de soundtrack van de gelijknamige James Bondfilm Die Another Day.
De hoes van het album is geïnspireerd op de beroemde afbeelding van Che Guevara. Het album werd gepromoot door een promotietournee in Londen, die uitgezonden werd op MTV. Desondanks werd het album geen commercieel succes. De nummers werden live gespeeld op de bijbehorende wereldtournee, The Re-Invention Tour, die wel succesvol bleek.
Er kwamen vijf singles uit: Die Another Day, American Life, Hollywood, Love Profusion en Nothing Fails, waarbij Love Profusion op de tv werd gepromoot en Nothing Fails op de radio. Ook kwam er een nieuw compilatiealbum uit, Remixed & Revisited, waarop enkele nummers van American Life werden omgevormd tot rockmixen.

## Tracks
1. American Life
2. Hollywood
3. I'm So Stupid
4. Love Profusion
5. Nobody Knows Me
6. Nothing Fails
7. Intervention
8. X-static Process
9. Mother and Father
10. Die Another Day
11. Easy Ride